# 松若正次
松若 正次（まつわか まさじ、1914年5月15日 - 没年不明）は、昭和時代の大相撲力士。大阪府中河内郡柏原町（現柏原市）出身。中村部屋所属。本名は門下 正次。最高位は十両7枚目。得意技は突っ張り。

## 経歴
中村部屋に入門し、1934年5月場所で初土俵を踏む。順調に番付を上げ、1939年5月場所に十両に昇進。この場所は3勝12敗と大きく負け越し、1場所でその座を明け渡した。その後は勝ち越すことなく1940年5月場所に26歳で廃業した。

## 主な成績
- 通算成績：55勝49敗  勝率.529
- 十両成績：3勝12敗  勝率.200
- 現役在位：13場所
- 十両在位：1場所
- 各段優勝
  - 幕下優勝：1回（1939年1月場所）

### 場所別成績
| 1934年 （昭和9年） | x                   | 新序 2–1                |
| 1935年 （昭和10年） | 西序ノ口筆頭 3–3    | 西序二段24枚目 5–1      |
| 1936年 （昭和11年） | 東三段目22枚目 4–2  | 東三段目8枚目 5–1       |
| 1937年 （昭和12年） | 東幕下21枚目 4–7    | 西三段目3枚目 4–3       |
| 1938年 （昭和13年） | 西幕下26枚目 9–4    | 西幕下4枚目 4–3         |
| 1939年 （昭和14年） | 東幕下筆頭 優勝 7–1 | 西十両7枚目 3–12        |
| 1940年 （昭和15年） | 東幕下3枚目 2–6     | 東幕下14枚目 引退 3–5–0 |
| 各欄の数字は、「勝ち-負け-休場」を示す。 優勝 引退 休場 十両 幕下 三賞：敢=敢闘賞、殊=殊勲賞、技=技能賞 その他：★=金星 番付階級：幕内 - 十両 - 幕下 - 三段目 - 序二段 - 序ノ口 幕内序列：横綱 - 大関 - 関脇 - 小結 - 前頭（「#数字」は各位内の序列） |                     |                         |

## 改名歴
- 松若 政二（まつわか まさじ）1934年5月場所 - 1939年1月場所
- 松若 正次（まつわか まさじ）1939年5月場所 - 1940年5月場所